# Prix d'architecture de la ville de Vienne
Le prix d'architecture de la ville de Vienne (Preis der Stadt Wien für Architektur), est un prix décerné depuis 1947 à des personnalités du monde de l’architecture pour l'ensemble de leur œuvre.
Parmi les lauréats du prix d'architecture de la ville de Vienne, on compte : Otto Niedermoser (1949), Roland Rainer (1954), Victor Gruen (1972), Margarete Schütte-Lihotzky (1980), Boris Podrecca (1990), Raimund Abraham (1995), Heidulf Gerngross (2008), Heri & Salli Architektur (2018) et the next ENTERprise Architects ZT GmbH; harnoncourt, fuchs & partner (2019).

## Dotation
Le prix d'architecture est doté de 8 000 euros. 

## Lauréats
- 1947 : Oskar Strnad
- 1948 : Oswald Haerdtl (de)
- 1949 : Otto Niedermoser
- 1950 : Max Fellerer
- 1951 : Franz Schuster
- 1952 : Erich Boltenstern
- 1953 : Siegfried Theiss
- 1954 : Roland Rainer
- 1955 : Lois Welzenbacher
- 1956 : Eugen Wörle (de)
- 1957 : Clemens Holzmeister
- 1958 : Richard Neutra
- 1959 : Karl Schwanzer (de)
- 1960 : Wilhelm Hubatsch
- 1961 : Ernst Plischke (de)
- 1962 : aucun prix décerné
- 1963 : Hans Jaksch (de)
- 1964 : Friedrich Euler
- 1965 : Norbert Schlesinger (de)
- 1966 : Herbert Thurner
- 1967 : Eugen Wachberger (de)
- 1968 : Wolfgang Windbrechtinger (de)
- 1969 : Gustav Peichl (de)
- 1970 : Johannes Spalt (de)
- 1971 : Wilhelm Holzbauer (de)
- 1972 : Victor Gruen
- 1973 : Ottokar Uhl (de)
- 1974 : Hans Hollein
- 1975 : Ernst Hiesmayr (de)
- 1976 : Johann Georg Gsteu (de)
- 1977 : Anton Schweighofer (de)
- 1978 : Hans Puchhammer (de)
- 1979 : Friedrich Kurrent
- 1980 : Margarete Schütte-Lihotzky
- 1981 : Gunther Wawrik (de)
- 1982 : Rob Krier
- 1983 : Heinz Tesar (de)
- 1984 : Viktor Hufnagl (de)
- 1985 : Hermann Czech (de)
- 1986 : Bernard Rudofsky (de)
- 1987 : Günther Feuerstein (de)
- 1988 : Coop Himmelb(l)au (Wolf D. Prix,  Helmut Swiczinsky (de))
- 1989 : Günther Domenig
- 1990 : Boris Podrecca
- 1991 : Adolf Krischanitz (de)
- 1992 : Helmut Richter (de)
- 1993 : Luigi Blau (de)
- 1994 : Otto Häuselmayer (de)
- 1995 : Raimund Abraham
- 1996 : Elsa Prochazka (de)
- 1997 : Franz E. Kneissl (de)
- 1998 : Michael Loudon
- 1999 : Rudolf Prohazka (de)
- 2000 : Marta Schreieck (de) et Dieter Henke (comme team)
- 2001 : Laurids Ortner (de)
- 2002 : Jabornegg & Palffy (Christian Jabornegg & Andras Palffy)
- 2003 : Walter Stelzhammer (de)
- 2004 : Rüdiger Lainer (de)
- 2005 : ARTEC Architekten (Bettina Götz (de), Richard Manahl)
- 2006 : Équipe d'architectes Delugan Meissl (de), (Elke Meißl-Delugan Roman Delugan (de))
- 2007 : Gregor Eichinger (de), Christian Knechtl
- 2008 : Heidulf Gerngross
- 2009 : Architekturbüro Fasch & Fuchs (Hemma Fasch, Jakob Fuchs)
- 2010 : Carl Pruscha (de)
- 2011 : Helmut Wimmer
- 2012 : Johann Winter
- 2013 : Werner Neuwirth
- 2014 : PPAG architects ztgmbh
- 2015 : Laura P. Spinadel (de)
- 2016 : Architekturbüro Querkraft (de)
- 2017 : Fattinger Orso Architektur
- 2018 : heri&salli Architektur[4]
- 2019 : the next ENTERprise Architects ZT GmbH; harnoncourt, fuchs & partner[5]